# Melanhyphus nanus
Melanhyphus nanus är en skalbaggsart som beskrevs av Gilbert John Arrow 1937. Melanhyphus nanus ingår i släktet Melanhyphus och familjen Dynastidae. Inga underarter finns listade i Catalogue of Life.